# Анна Субрі
Анна Мері Субрі (англ. Anna Mary Soubry; нар. 7 грудня 1956, Лінкольн, Англія) — британський політик-консерватор, член парламенту з 2010 р. Субрі є державним міністром з питань малого бізнесу з 2015 р., була молодшим міністром у Міністерстві оборони з 2013 по 2015 рр. і Міністерстві охорони здоров'я з 2012 по 2013 рр.
Вона вивчала право в Університеті Бірмінгему. З 1981 по 1995 рр. вона працювала на телебаченні, після чого вела юридичну практику. У 2005 р. вона була кандидатом у члени парламенту.
Вона є мати-одиначкою двох дітей.